# Janusz Bolonek
Janusz Bolonek (Huta Dłutowska, 6 de dezembro de 1938 - 2 de março de 2016) foi um clérigo polonês, arcebispo e diplomata da Santa Sé.
O bispo auxiliar de Łódź, Jan-Wawrzyniec Kulik, ordenou-o sacerdote em 17 de dezembro de 1961.
Em 25 de setembro de 1989, o Papa João Paulo II o nomeou pró-núncio apostólico na Costa do Marfim e arcebispo titular pro hac vice de Madaurus. O Papa o consagrou pessoalmente como bispo em 20 de outubro de 1989 na Basílica de São Pedro; Os co-consagradores foram Edward Idris Cassidy, Substituto da Secretaria de Estado, e Francesco Colasuonno, Núncio Apostólico na Polônia. Ele escolheu Uni Trinque Deo como seu lema.
Em 18 de novembro de 1989 foi nomeado também Pró-Núncio Apostólico no Níger e Burkina Faso. Em 23 de janeiro de 1995 foi nomeado Núncio Apostólico na Romênia. Em 11 de novembro de 1999 foi nomeado Núncio Apostólico no Uruguai. Em 24 de maio de 2008 foi nomeado Núncio Apostólico na Bulgária. Em 4 de maio de 2011 foi nomeado também Núncio Apostólico na Macedônia.
Em 2012 foi condecorado com a Ordem do Mérito da República da Polónia (Cruz do Oficial) pelo Presidente polaco Bronisław Komorowski pelos serviços destacados ao desenvolvimento da cooperação entre a República da Polónia e a Santa Sé, pela promoção da comunidade polaca e a promoção da cultura polonesa. Ele também foi homenageado com outros prêmios, como a Ordem de Miguel Larreynaga (Nicarágua), Médaille Salvo D'Acquisto da Fondazione Alleanza Mondiale, Ordre national de la République de Côte d'Ivoire (Cavaleiro) e outros.
Em 2012, após uma avaliação de arquivos pelo serviço secreto do SB, controlado pela liderança do partido comunista, soube-se que Bolonek estava sendo usado como informante do SB sob o pseudônimo de "Prorok" (profeta). Seus relatórios vaticanos, preservados no Institute for National Remembrance, totalizam mais de 600 páginas. No entanto, Bolonek negou ter trabalhado para o SB.